# Розела золотиста
Розела золотиста (Platycercus venustus) — вид птахів родини папугові (Psittacidae), мешкає на півночі  Австралії. Латинська назва виду venustus перекладається як витончена, чарівна.
Середнього розміру папуга, довжиною до 28 см. Зустрічається в мангрових лісах, саваннах, вздовж берегів річок з евкаліптовими деревами. Живиться насінням і фруктами, комахами та їх личиниками. На відміну від інших розел рідко збираються у зграї. Найчастіше їх можна зустріти поодинці або парами. Гніздиться, як і інші розели в дуплах дерев.
У неволі зустрічається рідко.